# ألبان أرنولد
ألبان أرنولد (بالإنجليزية: Alban Arnold)‏ (19 نوفمبر 1892 في المملكة المتحدة - 7 يوليو 1916 في فرنسا) هو ضابط ولاعب كريكت بريطاني (وحمل سابقاً جنسية المملكة المتحدة لبريطانيا العظمى وأيرلندا). لعب مع نادي مقاطعة هامبشاير للكريكت ‏ ونادي جامعة كامبريدج للكريكيت ‏.

## وصلات خارجية
- ألبان أرنولد على موقع إي آس بي آن كريك إنفو (الإنجليزية)